# Droga ekspresowa S86
Die Droga ekspresowa S86 (polnisch für ‚Schnellstraße S86‘) zählt mit einer Länge von 6,8 Kilometern zu den kürzesten Schnellstraßen in Polen.
Sie dient als Verbindung der Nachbarstädte Katowice und Sosnowiec und wurde in den Jahren von 1978 bis 1986 als Teil der Landesstraße 86 fertiggestellt. Obwohl die S86 als Schnellstraße ausgeschildert ist, war sie bis 2015 nicht in den Netzplänen der GDDKiA und der Regierung berücksichtigt. Mit einem Beschluss der Regierung vom 13. Oktober 2015 wurde die S86 in das polnische Autobahn- und Schnellstraßennetz aufgenommen.
Als eine der Hauptverkehrsachsen des Oberschlesischen Industriegebietes und zusätzlich, dass noch die Landesstraße 4 und 94 auf der Trasse verlaufen, wird die Straße vom sehr hohen Verkehrsaufkommen geprägt, sodass es häufig zu Staus kommt. Bei der Verkehrszählung 2010 belegte die Strecke den ersten Platz als Straße mit dem höchsten Verkehrsaufkommen in Polen. Die durchschnittliche Verkehrsstärke beträgt 104.339 Fahrzeuge pro Tag.